# Política exterior
Política exterior és el conjunt de les decisions i de l'acció duta per un organisme més enllà del seu àmbit competencial. Aquest és el cas, especialment, de l'acció duta per un Estat més enllà de les seves fronteres. De fet, quan es parla de política exterior se sol referir a la política exterior dels estats. O també, a la política exterior d'una organització internacional pel que fa a les seves relacions extraterritorials, com és el cas –per exemple i molt especialment– de la Unió Europea.
Certament passa el mateix –en l'àmbit de llurs competències–amb les entitats subestatals (regions, comunitats autònomes, departaments, diputacions, ajuntaments...). Però en aquests casos es parla més aviat d'acció exterior o de relacions exteriors o internacionals), sigui simplement per a diferenciar llur acció de la dels estats, sigui per deixar clar que en l'àmbit estatal –amb la utilització de la paraula política– s’exerceix una acció exterior complexa i globalment planificada, en contraposició a una acció exterior suposadament puntual de les entitats subestatals. De totes maneres, l'ús d'una terminologia o l'altra és indistint i tampoc és rar de veure aplicat el terme política exterior a la realitzada per entitats subestatals.
La mateixa expressió es pot trobar aplicada a determinats organismes públics com, per exemple, els bancs centrals d'un país amb les seves politiques de control del tipus de canvi, les restriccions a les importacions o el foment de les exportacions; és a dir, amb les accions del banc que pretenen incidir o regular la relació econòmica amb l'exterior del seu àmbit territorial propi.

## La política exterior dels estats.
En el cas de la política exterior dels estats, és el Ministeri d'Afers Exteriors qui la condueix, independentment de la denominació que pugui prendre el Ministeri segons cada país: d'Afers Estrangers, d'Exteriors, de Relacions Internacionals, etc. En alguns estats, la política exterior es troba diversificada en diferents ministeris, tot i que el control sigui exercit de manera coordinada i coherent pel govern; així, pot coexistir el Ministeri d'Afers Estrangers amb el Ministeri d'Afers Europeus i el de Cooperació Internacional. A més, també en altres àrees ministerials hi ha la dimensió internacional que s’exerceix coordinadament i d'acord amb la política exterior de l'Estat, degudament fixada pel govern: poden ser àrees com les del comerç, de l'educació, de la investigació científica, de la cultura, de l'economia, de la militar, etc. En definitiva, la política exterior d'un Estat defineix el conjunt de tota l'actuació de l'Estat a l'exterior de les seves fronteres.
Generalment, en un món tant interrelacionat com l'actual, la política exterior dels estats es pot trobar condicionada pel dret internacional i pels múltiples compromisos adquirits per l'Estat (tractats internacionals, acords bilaterals, adhesió a determinades organitzacions, etc.). El cas dels estats membres de la Unió Europea en són un bon exemple, ja que estan obligats a respectar la política exterior europea. En efecte, amb el desenvolupament progressiu del dret internacional, els estats han de respectar unes normes de més en més nombroses per a relacionar-se fora de les pròpies fronteres. Ara bé, la política exterior d'un Estat –i ni tan sols la política jurídica exterior– no es limita a un acompliment automàtic de les obligacions internacionals contretes per l'Estat, sinó que va més enllà. En efecte, els estats fan la seva política exterior “en funció del dret internacional però no necessàriament determinada per aquest; (...) [sinó que] l'utilitzen a favor dels seus interessos nacionals”. És a dir, que els estats, a través de la seva política exterior ben planificada, tenen una actitud proactiva més enllà de les pròpies fronteres i de les constriccions imposades pel dret internacional.
D'altra banda, s'ha de tenir present que la política exterior té una incidència directa en la política interior dels estats. I viceversa. Així, determinades polítiques exteriors poden influir negativament o positivament en el desenvolupament de les polítiques interiors; i al revés. Els estats, per tant, també actuen condicionats (o esperonats) per aquesta doble dimensió.

## La política exterior europea.
Al crear-se la Comunitat Econòmica Europea –precedent de l'actual Unió Europea–, els estats membres varen reservar-se el domini particular de les relacions exteriors, considerant que era un àmbit intransferible de les respectives sobiranies nacionals. No obstant, en cada nou Tractat europeu s’ha anat consolidant la dimensió política de l'organisme comunitari fins a arribar a l'actual Unió Europea. I els estats han anat cedint part de les seves competències originals també en matèria de política exterior.
En l'actualitat, i d'acord amb el darrer Tractat (el de Lisboa), la Unió Europea disposa de personalitat jurídica pròpia, d'una estructura institucional per a la seva acció exterior (en tant que Unió), i d'una política exterior pròpia anomenada política exterior i de seguretat comuna (més coneguda per les seves sigles PESC, o en anglès CFSP).
Les noves estructures europees encarregades de sostenir la seva política exterior són, en essència, el Servei europeu d'acció exterior (SEAE, EEAS en anglès) i l'Alt Representant de la Unió Europea per a afers exteriors i política de seguretat (que actua, en certa manera, com a autèntic “ministre” d'exteriors de la Unió).
Fins i tot el Parlament europeu ha aconseguit tenir un mínim paper de control de la PESC, havent de ser forçosament informat amb periodicitat de les polítiques exteriors empreses i podent-hi formular recomanacions. No obstant, allà on el Parlament europeu té veritables facultats decisòries és en l'aprovació dels acords internacionals subscrits per la Unió (el Consell europeu necessita obligatòriament l'aprovació del Parlament per a poder-los concloure) i, també, a través de l'aprovació del pressupost anual de la Unió i, per tant, de les partides corresponents a la PESC.